# Oligogalakturonidna lijaza
Oligogalakturonidna lijaza (EC 4.2.2.6, oligogalakturonatna lijaza, nezasićena oligogalakturonatna transeliminaza, OGTE) je enzim sa sistematskim imenom oligogalakturonid lijaza. Ovaj enzim katalizuje sledeću hemijsku reakciju
4-(4-dezoksi-alfa-D-galakt-4-enuronozil)-D-galakturonat {\displaystyle \rightleftharpoons } 2 5-dehidro-4-dezoksi-D-glukuronat
Ovaj enzim takođe katalizuje eliminativno uklanjanje nezasićenih terminalnih ostataka sa oligosaharida D-galakturonata.

## Literatura
- Nicholas C. Price; Lewis Stevens (1999). Fundamentals of Enzymology: The Cell and Molecular Biology of Catalytic Proteins (Third изд.). USA: Oxford University Press. ISBN 019850229X.
- Eric J. Toone (2006). Advances in Enzymology and Related Areas of Molecular Biology, Protein Evolution (Volume 75 изд.). Wiley-Interscience. ISBN 0471205036.
- Branden C; Tooze J. Introduction to Protein Structure. New York, NY: Garland Publishing. ISBN 0-8153-2305-0.
- Irwin H. Segel. Enzyme Kinetics: Behavior and Analysis of Rapid Equilibrium and Steady-State Enzyme Systems (Book 44 изд.). Wiley Classics Library. ISBN 0471303097.
- William P. Jencks (1987). Catalysis in Chemistry and Enzymology. Dover Publications. ISBN 0486654605.

## Spoljašnje veze
- Oligogalacturonide+lyase на 